# 파라과이의 경제
파라과이의 경제는 농산물 의존도가 높은 시장 경제이다. 최근 몇 년 동안 파라과이의 경제는 농산물 수출, 특히 콩의 증가로 성장했다. 파라과이는 젊은 인구와 방대한 수력 발전이라는 경제적 이점을 가지고 있다. 그것의 단점은 이용 가능한 광물 자원과 정치적 불안정성을 포함한다. 정부는 외국인 투자를 환영한다.
농업은 GDP의 30%를 차지한다. 공식 통계에 따르면 토지 소유자의 5%가 토지의 90%를 소유하고 있다.

## 산업
산업, 특히 제조업은 수력발전소의 건설과 새로운 산업 인센티브가 산업 기반을 넓히기 시작한 1970년대까지 역사적으로 농업 가공과 연결되어 있었다. 산업은 주로 제조업과 건설업으로 구성되었다. 파라과이에는 실질적인 광산 부문이 없었지만 건설 자재의 제조에는 광업 활동이 제한적이었다. 1980년대 후반 경제의 제조업과 건설업은 성장을 농업과 에너지와 같은 다른 부문의 발전에 의존했다. 파라과이에서는 1980년대에 산업이 더욱 가시화되었지만, 농업의 급속한 성장으로 인해 1970년대와 1980년대에 GDP에서 차지하는 산업의 비중은 실제로 감소하였다.

## 제조업
1986년 제조업은 국내총생산(GDP)의 16.3%를 차지했고 노동인구의 약 13%를 고용해 파라과이는 중남미에서 가장 산업화가 덜 된 나라 중 하나다. 대부분의 정의에 따르면 공산품 수출은 전체 수출의 5% 미만을 차지했지만, 반 가공 농산물을 포함했을 때는 77%에 달했다. 그 나라의 제조업의 성장은 수많은 구조적 장애물에 의해 저해되었다. 여기에는 작은 국내 시장, 제한된 물리적 인프라, 값비싼 항만 접근, 역사적인 에너지 생산 부족, 브라질과 아르헨티나 등 보다 산업화된 경제에 대한 파라과이 경제의 개방 등이 포함된다. 또 다른 중요한 요인은 밀수 사업의 편재성과 수익성으로, 생산보다는 수입과 재수출을 장려했다.
파라과이의 초기 제조 산업은 풍부한 소에서 가죽과 가죽을, 케브라초 나무에서 타닌을 가공했다. 소규모 제조업, 특히 섬유 제조업은 국경이 폐쇄된 프랑시아 독재 정권 하에서 번성했다. 그러나 3국 동맹 전쟁은 파라과이가 거의 완전한 농업 사회로 20세기에 접어들게 하면서, 작은 산업과 인프라를 황폐화시켰다. 외국인에 대한 토지 판매는 20세기 초에 고기 포장, 밀가루, 유류 종자, 설탕, 맥주, 펙틴 추출물의 가공을 포함한 농업 가공의 증가를 자극했다. 1900년대 초반 이후, 모든 하위 분야의 소규모 제조업은 느리지만 꾸준한 속도로 성장했으며, 제2차 세계 대전 동안의 부족 때문에 가장 빠른 성장이 일부 있었다.
전후 산업 진흥에 대한 정부의 역할은 증가하였고, 1955년 알프레도 스트로에스네르 정부는 국가 최초의 산업 인구 조사를 실시하였다. 그 후 20년 동안, 정부는 많은 산업 장려책을 제정했는데, 그 중 가장 중요한 것은 550법이었다. 법률 550은 수출 지향적인 산업이나 환율을 절약하는 산업을 촉진했다. 또한 알토 파라과이, 누에바 아순시온, 차코, 보케론 등 특정 지역을 개발하기 위한 기업들에 대한 자유로운 재정 인센티브도 제공되었다. 사업에 대한 인센티브는 대부분 수입관세 면제와 관련이 있었지만, 다양한 세금 감면 혜택과 외국인 소유에 대한 제한을 두지 않았다. 1975년부터 1985년까지의 모든 신규 제조업 투자의 약 4분의 1이 법률 550에 따라 등록되었다. 대부분의 외국인 투자는 브라질, 서독, 미국, 포르투갈, 아르헨티나에서 그 중요도 순으로 이루어졌다. 농업 식민지화와 수력 발전의 역동적인 과정과 그러한 매력적인 산업 인센티브는 1970년대 후반과 1980년대 초반에 제조업을 전례 없는 속도로 성장시켰다.
수입 대체 산업 정책을 채택한 다른 많은 중남미 정부와 달리 파라과이 정부는 전후 대부분의 기간 동안 수입 관세를 낮추고 현실적인 환율을 유지하며 경제에 최소한의 역할을 수행했다. 그러나 1980년대에 파라과이의 환율은 과대평가되었고 몇몇 국영 중공업 공장들이 가동되기 시작했다.
1980년대 후반 제조업의 주요 부문은 음식, 음료, 담배, 섬유, 의류, 가죽, 신발, 목재 및 관련 제품, 화학, 석유 및 플라스틱이었다. 1970년대와 1980년대 중공업의 성장은 있었지만 파라과이의 산업은 대체로 소규모였다. 제조업 생산은 소비재, 자본재는 산업 생산의 5% 미만으로 구성되어 있었다. 사실, 1980년대에 파라과이는 라틴 아메리카의 1,000대 기업들 중 단 한 곳도 없었다. 적어도 그 중 일부는 이 지역의 대부분의 다른 나라들에서 발견되었다. 파라과이 제조업의 거의 모든 부문은 다수의 중소기업과 소수의 대기업으로 특징지어졌으며, 이들은 종종 외국인 소유였다. 대부분의 회사는 정원보다 훨씬 적게 운영되었다.
식품, 음료, 담배 부문은 파라과이 역사를 통해 핵심 제조 활동이었다. 1980년대 후반, 이 서브섹터는 계속 지배적이었고, 주어진 해의 농업 생산량에 따라 산업 활동의 약 45%를 차지했다. 농업 가공에는, 소규모의 비효율적인 기업이나, 효율이 높고, 통상적으로 외국 소유의 소수의 대기업이 관여하고 있었다. 더 큰 회사들은 유류 종자, 고기, 그리고 다양한 음료와 같은 가장 수익성이 높은 품목만을 종종 수출용으로 생산했다. 가장 흔한 소규모 생산자들 중 일부는 제분품, 제빵제품, 설탕과 당밀, 유제품, 사탕, 마니오카 밀가루, 식초, 커피, 그리고 담배를 제조했다.

## 경제 구조

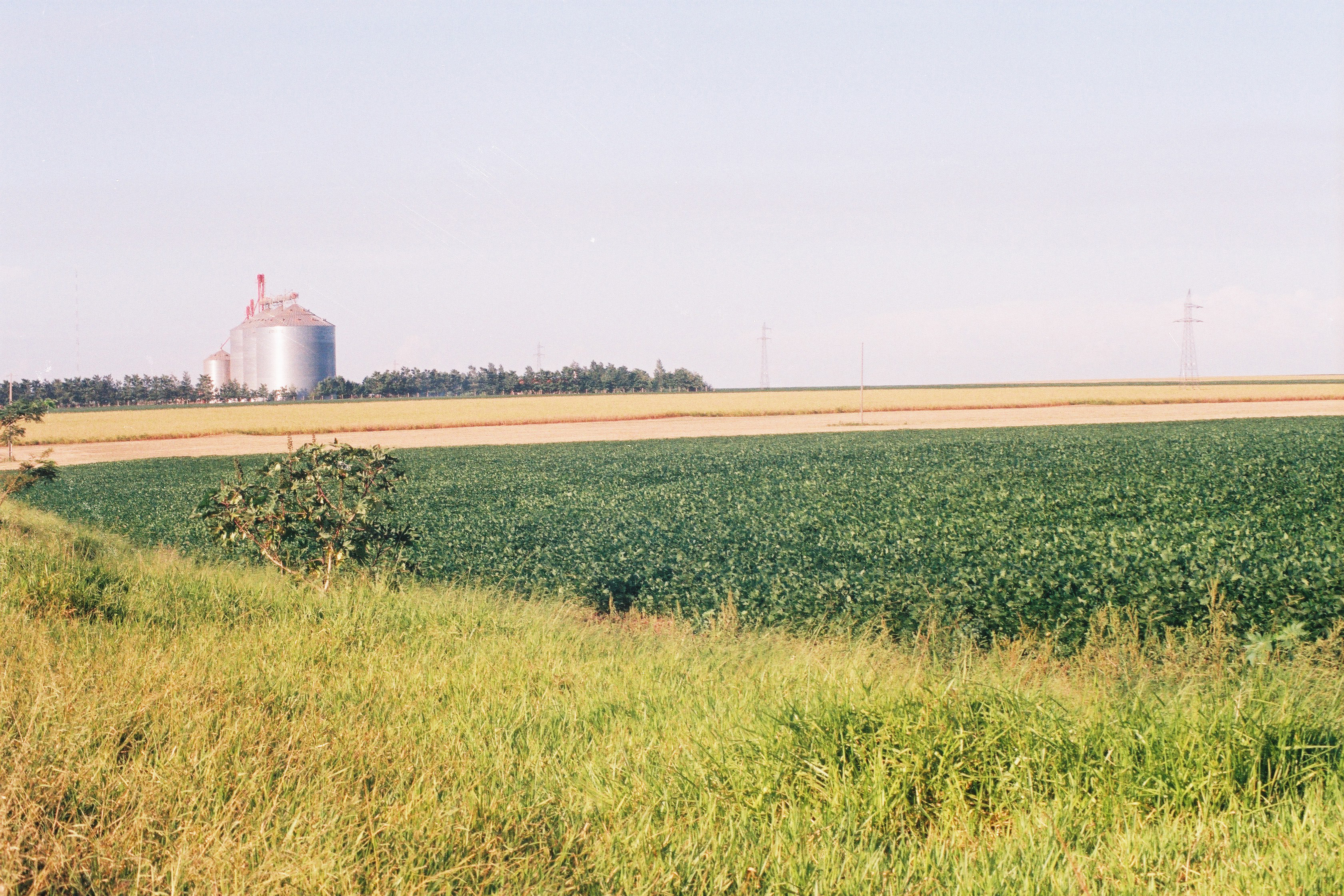
파라과이 시골 농장의 콩과 사일로

파라과이 경제의 가장 중요한 요소는 농업 부문으로 2006년 GDP 대비 27%를 차지했다. 상업의 참가율은 20.2%, 정부 등 기타 서비스의 참가율은 38.4%였다. 산업 부문(광업, 건설업 포함)은 약 20%였다.
1999년부터 2002년까지 수년간 경제위기를 겪은 파라과이 경제는 2003년부터 2006년까지 매년 2.9~4.1%의 성장률을 보였다. 2007년의 예상 성장률은 약 6.4%이다. 2007년 인플레이션은 6.0%에 달했다.
대부분의 기업은 소규모, 소규모, 개별 기업이며, 여기에는 노점상 같은 생계형 일자리도 포함된다. 파라과이 노동력의 4%만이 50명 이상의 기업에서 일하고 있다.
2007년 6월 대외 외환보유액은 2억1500만달러, 대외공채는 2억15400만달러로 대등한 수준이다. 2006년과 2007년의 재정 흑자는 잠정적으로 GDP의 0.5%로 보고되고 있다. 파라과이의 경제(GDP)는 2008년 5.8% 성장했으며 농업 부문은 10.5% 성장으로 가장 빠르게 성장했다.

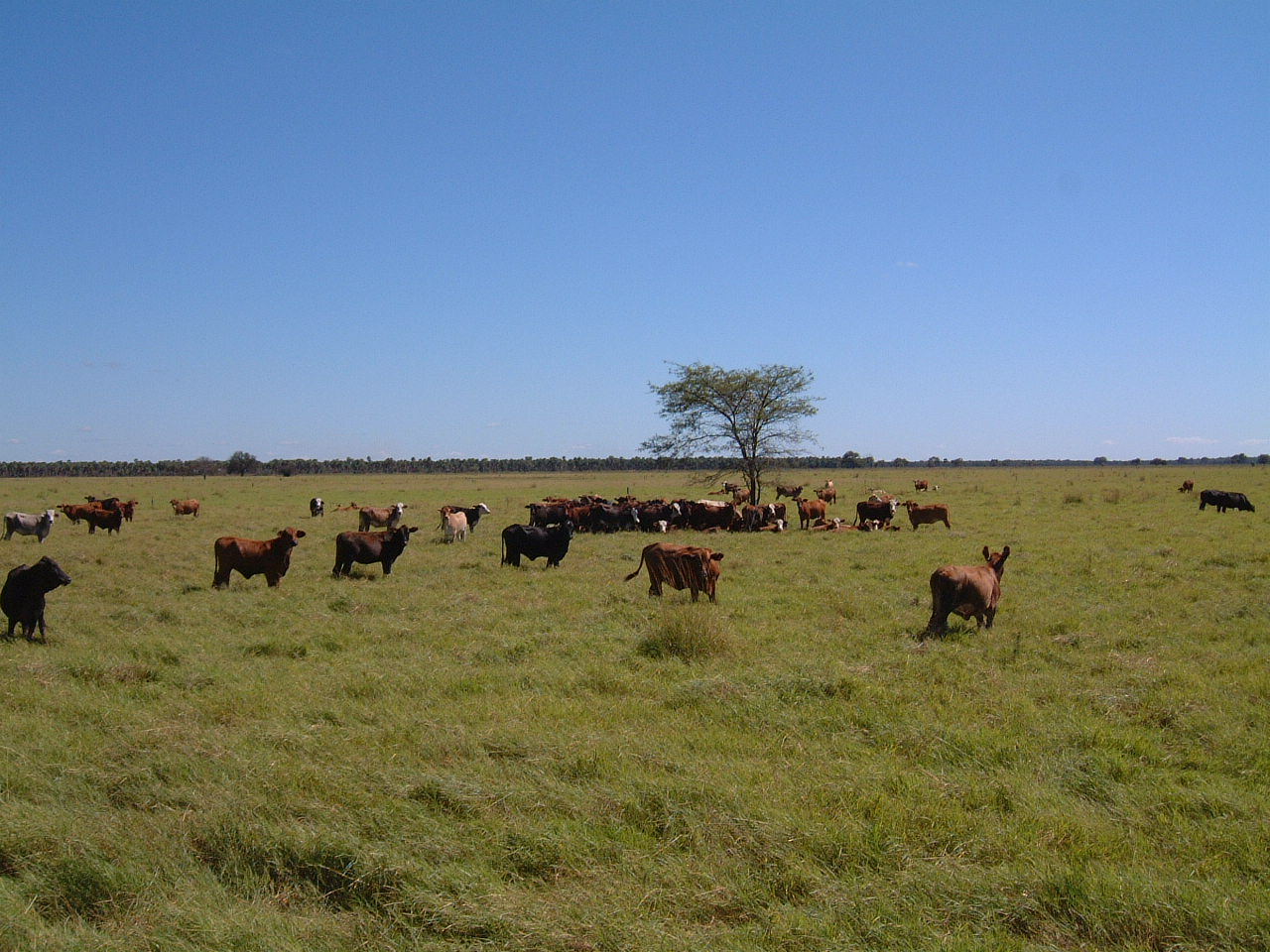
차코의 개간지에 있는 소

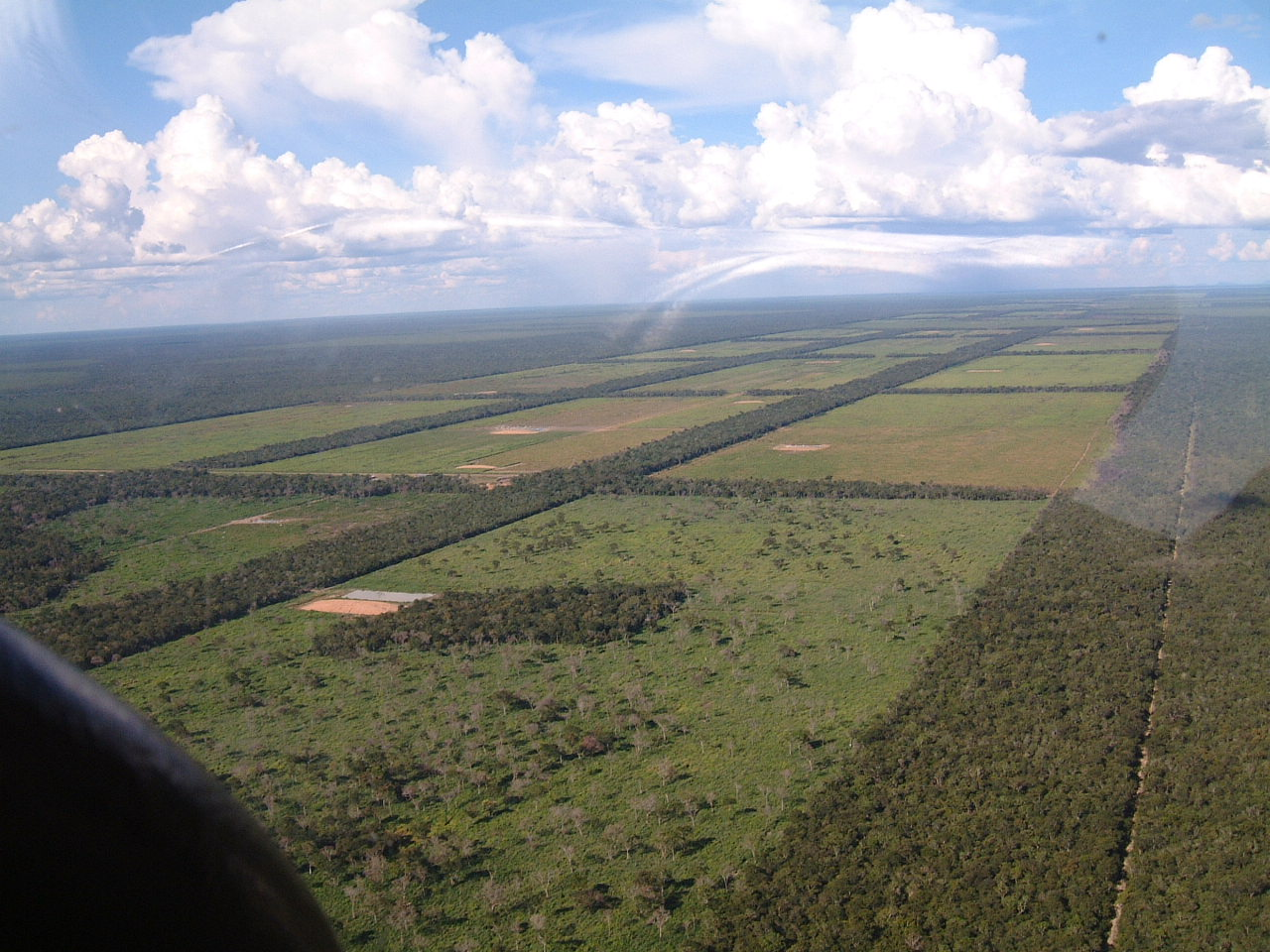
파라과이 차코의 삼림 벌채

농업은 파라과이의 연간 국내총생산 (2004년 25%)의 약 20%를 차지하며 수출 수입의 거의 전부를 차지한다. 파라과이에서 가장 크고 일관된 고용원이며 전체 노동 인구의 약 45%를 고용하고 있다. 공식적인 농업 분야에 종사하는 사람들 외에도 수천 명의 파라과이 가족이 자급 농업으로 살아가고 있다.
파라과이는 자급자족할 수 있을 만큼 충분한 기초식품을 생산한다. 옥수수, 카사바, 밀은 지역 소비를 위한 주요 식량 작물이다. 2007년~2008년 곡물가격의 세계적인 급등은 농업부문의 주요 자극이었다. 밀 재배가 확대되었고 쌀도 확대되었다. 가장 중요한 것은 콩 생산량의 증가였다. 2004년 파라과이는 유전자 조작 작물 전용으로 약 160만 헥타르가 있었다. 콩과 그 파생상품의 수출액은 2007년 1250억달러에서 2008년 2540억달러로 증가했다.
파라과이의 동부 평원과 차코는 파라과이의 낙농과 목축 산업을 지탱하고 있다. 콩의 수출은 파라과이 농업 부문의 중요한 부분을 차지한다. 또한 파라과이는 국내 수요를 충족시키기 위해 충분한 쇠고기, 돼지고기, 유제품을 생산한다. 2002년과 2003년 구제역 사례가 발견되면서 많은 나라에서 파라과이산 쇠고기의 수입 금지로 이어졌다. 그러나 2004년 파라과이의 육류 생산과 수출은 반등했다. 국제 가격 상승과 칠레, 러시아 등 주요 시장의 회복으로 파라과이의 육류 수출은 2004년 1억4300만 달러로 증가했다. 2007년에는 3억5300만달러, 2008년에는 5억9700만달러에 달했다. 현재 파라과이에는 900만에서 1000만 마리의 소떼가 살고 있다.
파라과이의 숲은 목재와 연료 목재에 대한 국내 수요를 충분히 충족시킨다. 그러나 합법적이든 불법적이든 수출용 벌목은 파라과이의 한 때 풍족했던 숲을 솎아내 1970년대 이후 목재 수출을 금지시켰다. 파라과이 동부 지역의 열대우림의 90% 이상이 1975년과 2008년 사이에 사라졌다. 서부 절반의 처녀림인 차코는 연간 200.000헥타르 (2008년) 이상의 비율로 가축 목축에 의해 손실된다. 현재 지속 가능한 목재 재배가 증가하고 있다.
파라과이의 수산업은 국내 수요를 충족시키기 위해 존재한다.

### 산업 및 제조
산업 부문은 파라과이 국내총생산(GDP)의 약 25%를 생산하고 있으며 노동력의 약 31%를 고용하고 있다. 생산량은 5년간 감소세를 보였던 2004년에 2.9% 증가했다. 전통적으로 농업 경제였던 파라과이는 장기적인 산업 성장의 징후를 보이고 있다. 제약업계는 국가의 의약품 수요를 충족시키기 위해 외국 공급자들을 빠르게 대체하고 있다. 파라과이 기업들은 현재 국내 소비의 70%를 충족하고 있으며 의약품 수출도 시작했다. 식용유, 의류, 유기설탕, 육류 가공, 철강 생산에서도 강력한 성장이 두드러진다. 그럼에도 불구하고, 경제의 산업 부문에 대한 추가 투자를 위한 자본은 부족하다. 1990년대 만연한 금융 부패가 드러난 후, 정부는 여전히 파라과이 기업에 대한 신용 옵션을 개선하기 위해 노력하고 있다.
2003년에 제조업은 GDP의 13.6%를 차지했고, 2000년에 제조업은 노동 인구의 약 11%를 고용했다. 파라과이의 주요 제조업은 음식과 음료에 초점을 맞추고 있다. 목재 제품, 종이 제품, 가죽 및 모피, 비금속 광물 제품도 제조 총계에 기여한다. 1990년대 제조업 국내총생산(GDP)의 꾸준한 성장(연간 1.2%)은 2002년과 2003년 연간 성장률이 2.5%로 상승한 토대가 됐다.

### 서비스
2004년 파라과이 국내총생산(GDP)의 거의 50%를 서비스업이 차지했으며 파라과이 전체 노동인구의 약 19%를 고용했다. 특히 아르헨티나와 브라질에서 판매 및 불법 재수출을 위한 상품의 수입은 서비스 산업의 일자리를 창출한다. 서비스업은 1990년부터 2003년까지 0.9%의 완만한 성장률을 보였다. 이 부문은 2002년에 7.8% 감소했으나 2003년에 1.6퍼센트의 성장률로 반등했다. 경제 불안과 대규모 암시장은 파라과이의 정식 서비스 부문의 발전을 방해하고 있다.

## 노동
파라과이의 공식 노동력은 2004년 약 270만 명으로 추산된다. 약 45%가 농업, 31%가 산업, 19%가 서비스 분야에서 일했다. 실업률은 15퍼센트로 추정되었다. 파라과이 헌법은 노동자들의 조합과 단체교섭의 권리를 보장하고 있다. 노동자의 약 15%가 파라과이의 1600개 노조 중 한 곳에 소속되어 있다. 파업은 합법적이고 드물지 않다.
2001년 인구 조사에 따르면 파라과이의 노동력 중 5%가 14세 미만이었다. 파라과이는 2004년 국제노동기구(ILO)의 최저연령협약을 비준했지만 아동 노동은 여전히 성행하고 있다. 5세에서 17세 사이의 어린이들 중 거의 14%가 고용되어 있으며, 많은 어린이들이 열악한 환경에 있고 아주 적은 임금을 받고 있다. 정부는 민간 부문 직원들에게 월 약 158달러의 최저임금을 부과했다. 공무원들은 최저임금이 없고, 주 48시간 근무제이다. 2004년 파라과이의 실업률은 15%였다.

## 통화, 환율 및 인플레이션
파라과이의 통화는 과라니이다. 2005년 10월 중순에 1달러는 PIG6155와 동일했다.
2003년과 2004년 사이 물가 상승률은 14.2%에서 30년 만에 최저치인 4.3%로 크게 떨어졌다. 니카노르 두아르테 대통령의 경제 개혁과 긴축 프로그램은 많은 사람들이 예상했던 것보다 더 빨리 성과를 냈다. 2005년 기준으로, 전문가들은 파라과이의 물가상승률이 앞으로 몇 년 동안 상승할 것으로 예상했지만, 여전히 10%를 밑돌고 있다.

## 미디어 및 통신
전국 신문이 5개 있고 지방 출판물도 많다. 파라과이에는 5개의 TV 방송국이 있다. 또한, 주요 도시 지역에서 케이블로 필수 국제 방송국을 수신할 수 있다.
유선 네트워크는 국영 COPACO 회사에 의해 제어된다. 휴대폰 네트워크는 개인 사업자에게 개방된다. 파라과이에는 네 개의 경쟁 휴대폰 사업자가 있다. 지난 몇 년 동안 인구의 휴대전화 커버리지가 유선 커버리지보다 훨씬 더 광범위했다.